# Shahrestān di Borkhar
Lo shahrestān di Borkhar (farsi شهرستان برخوار) è uno dei 24 shahrestān della provincia di Esfahan, in Iran. Il capoluogo è Aran e Bid Gol. Lo shahrestān è suddiviso in 2 circoscrizioni (bakhsh):
- Centrale (بخش مرکزی شهرستان برخوار)
- Habibabad (بخش حبیب آباد)